# Fritz (album)
| Recensione | Giudizio |
| ---------- | -------- |
| RapBurger  |          |

Fritz è il quarto album in studio del produttore discografico italiano Fritz da Cat, pubblicato il 1º ottobre 2013 dalla Universal Music Group.
L'album ha esordito alla 8ª posizione della classifica italiana degli album.

## Descrizione
Pubblicato a distanza di un mese da Leaks, Fritz contiene tutte le tracce presenti in quest'ultimo album più altri dieci inediti realizzati in collaborazione con alcuni rapper appartenenti alla scena rap italiana come Fabri Fibra, Gué Pequeno, Dargen D'Amico e Mondo Marcio.

## Tracce
1. Gioventù bruciata (feat. Clementino) – 3:57
2. (I commenti su) Youtube (feat. Dargen D'Amico) – 3:14
3. Bei momenti (feat. Fabri Fibra) – 3:47
4. Futuretro (feat. Mecna, Rodrigo D'Erasmo & Ghemon) – 3:45
5. With or Without It (feat. Noyz Narcos & Calibro 35) – 3:39
6. Sbatty Boys (feat. Jack the Smoker) – 2:49
7. In questo gioco (feat. Mondo Marcio) – 3:40
8. Se non fumassi, pt. 2 (feat. Tormento & Primo) – 3:04
9. La mia ispirazione (feat. Salmo & Rocco Hunt) – 3:39
10. Come ai tempi delle Posse (feat. Bassi Maestro) – 3:01
11. Pinuchosky (feat. Ensi) – 2:52
12. Insomnia (feat. Gemitaiz) – 3:43
13. Pronti al cambiamento (feat. Johnny Marsiglia & Big Joe) – 2:42
14. Notti bianche (feat. Low Low) – 3:00
15. Chi cambia chi (feat. Parix) – 3:01
16. A parole (feat. Danti) – 2:52
17. Come Adamo ed Eva (feat. Rocco Hunt & Parix) – 3:39
18. Barzellette (feat. E. Green) – 3:23
19. Never (feat. Gué Pequeno, Nitro & MadMan) – 4:50
20. Schiaffetto correttivo, pt. 2 (feat. Turi) – 3:24

## Classifiche
| Classifica (2013) | Posizione massima |
| ----------------- | ----------------- |
| Italia            | 8                 |